# Metropina nigra
Metropina nigra är en tvåvingeart som beskrevs av Vanschuytbroeck 1963. Metropina nigra ingår i släktet Metropina och familjen Pyrgotidae.
Artens utbredningsområde är Kongo. Inga underarter finns listade i Catalogue of Life.